# (3919) Maryanning
(3919) Maryanning est un astéroïde de la ceinture principale.

## Description
(3919) Maryanning est un astéroïde de la ceinture principale. Il fut découvert le 23 février 1984 à La Silla par Henri Debehogne. Il présente une orbite caractérisée par un demi-grand axe de 2,22 UA, une excentricité de 0,19 et une inclinaison de 4,0° par rapport à l'écliptique.

## Compléments